# アグー山
アグー山（Mount Agou）、別名バウマン山（Mount Baumann）は、トーゴの山。標高986m。トーゴ最高峰である。トーゴ南部に位置し、ガーナとの国境に近く、パリメ市の南東に位置する。アグー山は南北にベナンまで伸びるアタコラ山脈（トーゴ山脈）の一部に属するが、主脈からはやや東に外れている。山頂にはアンテナが設置されている。